# 戸舘新吾
戸舘 新吾（とだて しんご、1959年（昭和34年）6月10日 - ）は、青森県出身の漫画家。血液型A型。代表作は『コスモスストライカー』・『クライシスダイバー』など。 
大学卒業後、上京して原哲夫と猿渡哲也のアシスタントを経て、1985年（昭和60年）に『週刊少年ジャンプ』の「増刊SPRINGSPECIAL」に掲載された『今夜はラディカルボーイ』でデビュー。

## 作品リスト

### 連載
- 『コスモスストライカー』（原作：田中誠一） -　週刊少年ジャンプ掲載（単行本：全2巻）
- 『クライシスダイバー』（原作：二枚矢コウ） - 89年増刊SUMMERSUPECIAL掲載（単行本：全2巻）

### 読切
- 『今夜はラディカルボーイ』 - 増刊SPRINGSPECIAL掲載
- 『ファイヤースタント』 - 増刊AUTUMNSPECIAL掲載
- 『ファイヤースタント2』 - 86年増刊WINTERSPECIAL掲載
- 『メタルドッグ』 - 88年増刊SUMMERSPECIAL掲載

## 師匠
- 原哲夫
- 猿渡哲也

## アシスタント仲間
- 森田まさのり - 親友の一人。デビュー前後の森田の絵柄は戸舘の影響があった（『BACHI-ATARI ROCK - 森田まさのり傑作短編集』の『SYNCHRONICITY』より）